# عشيرة جرار
جرار (بالإنجليزية: Jarrar)‏ هي عشيرة فلسطينية كبيرة كانت بمثابة ملاكين ريفيين وجباة ضرائب في منطقة جنين خلال الحكم العثماني في فلسطين، خلال هذه الحقبة، كانوا أقوى العشائر الريفية في المناطق الجبلية الوسطى في فلسطين.

## التاريخ
هاجرت عشيرة جرار إلى مرج بن عامر في منطقة لاجون من منطقة البلقاء في شرق الأردن في عام 1670، أصبحوا قوة اقتصادية وسيطروا على ما سيصبح سانجاك جنين في أوائل القرن التاسع عشر، كانت المنطقة معروفة بإنتاج الحبوب والتبغ والقطن، كما أنه يميز الحدود بين الجليل وجبل نابلس، ويربط الساحل بالداخل ويحتوي على مدينة جنين السوقية، والتي كانت بمثابة مخزن للضرائب المحصلة من المنطقة، القوة السياسية لعشيرة الجرار شُكلت من قبل ميليشياتهم الفلاحية وحصنت بشدة، قمة تل قرى الكراسي لصانور، تم بناء صانور من قبل فرع من عشيرة جرار، والتي انتقلت إلى هناك من جبع، والتي كانت قرية محصنة لعشيرة جرار.
في القرن الثامن عشر، كانت عشيرة جرار في طليعة النزاعات المختلفة بين حكام عكا والعشائر الريفية والجبلية في جبل نابلس، كانت عكا قوة صاعدة ومع محاولة حكامها المتعاقبين في توسيع منطقة نفوذهم، دخلوا في صراع مع عشيرة جرار بسبب قرب مرج عامر من عكا، وقعت أول معركة جادة في عام 1735 مع الشيخ ظاهر العمر للسيطرة على الناصرة، وهي مركز رئيسي للتجارة في المناطق الداخلية بين جبل نابلس ومنطقة الشام، كانت المدينة قد دفعت لعقود الضرائب لعشيرة جرار، لكن ظاهر العمر حاول طمعها(إشتهى ملك غيره)، هزمت قواته عشيرة الجرار وقُتل الزعيم الأخير، الشيخ إبراهيم جرار.
عندما وسعت عائلة طوقان المتمركزة في نابلس سيطرتها على أجزاء من المناطق النائية الريفية بالمدينة، وبشكل أساسي من خلال الاستيلاء على ناحية بني صعب من آل الجيوسي في عام 1766، حاول الجرار وقف عملية السيطرة الحضرية على المناطق النائية، للضغط على الطوقان، سمحوا للظاهر العمر بالمرور عبر أراضيهم دون مقاومة ومحاصرة نابلس في 1771 و 1773، وضعت ظروف هذه الأحداث عشائرالطوقان والنمر كمدافعين عن السيادة العثمانية والجرار كداعمين للمتمردين، وهم ظاهر العمر ومماليك مصر الصاعدون تحت حكم علي بك الكبير.
بعد وفاة ظاهر العمر، خلفه جزار باشا كحاكم، وعلى عكس سلفه، فقد طور علاقات وثيقة مع الحكومة العثمانية، وعُهد في نهاية المطاف بحاكم محافظة صيدا ومحافظة دمشق، كما أقام علاقات وثيقة مع الطوقان، وفي الوقت نفسه قاوم الجرار جهود جزار المتمركزة في السيطرة على فلسطين، نتيجة لذلك، حصن جرار في صانور قد حاصرته قوات جزار في عامي 1790 و 1795 ، كلاهما ينتهي دون جدوى بالنسبة لجزار.
بين عامي 1817 و 1823، اندلعت حرب أهلية في منطقة جبل نابلس، بقيادة الجرار وعشيرة قاسم التابعة لمنطقة جماعين الفرعية التي تقود الجبهة ضد عشيرة طوقان، والتي حظيت بدعم من الحكومة العثمانية، استأجر الطوقان خارج المرتزقة لمساعدتهم، متمركزين في قرية جنيد، غرب مدينة نابلس، عززت هذه الخطوة من قبل الطوقيين المزيد من الاستياء ضدهم من قبل سكان المنطقة وساعدت الجرار في جهودهم الحربية، هزموا الطوقان، وقتل زعيم الأخير موسى بك طوقان بالسم في 20 نوفمبر 1823.
في عام 1830، رفض الجرار أن يقدموا إلى الحاكم عبد الله باشا سلطة عكا بعد أن تم تقسيمه إلى منطقة جبل نابلس، ونتيجة لذلك، حاصر عبد الله باشا، مع تعزيزات من أمير شهاب من جبل لبنان، قرى الكراسي لقرية صانور، واقتحمها بعد أربعة أشهر، تم تدمير قلعة الجرار وتأثر نفوذها بقوة، بعد مرور عام، غزت القوات التي أرسلها زعيم المتمردين محمد علي من مصر بلاد الشام وانتهت عهد عبد الله باشا، علي نجل إبراهيم باشا حاكم بلاد الشام، فضل عشيرة عبد الهادي المتمركزة في عرابة كوزن موازن للجرار، بعد ذلك حلوا محل الجرار كقادة في منطقة الشعراوية.
تم تقليل تأثير عشيرة جرار بشكل كبير بحلول منتصف القرن التاسع عشر، في عام 1848، انقسمت عشيرة الجرار إلى فصيلين منفصلين، أحد هذه الفصائل المتحالفة مع خصوم العشيرة السابقين، الطوقان، لمساعدة السلطات العثمانية في سحق سلطة عشيرة عبد الهادي في جبل نابلس، شاركوا في الاعتداء على قرى الكراسي لعبد الهادي في عرابة، ونهبوه وودمروا دفاعات القرية ومنازل عائلة عبد الهادي المحصنة.
انتقل جزء من العشيرة إلى ميناء مدينة حيفا في سبعينيات القرن التاسع عشر، هناك أقاموا علاقات تجارية مع التجار الأجانب وبدأوا كشركة تصدير، كونهم أعضاء في النخبة في جنين، كان دخولهم إلى الطبقة العليا في حيفا سهلًا نسبيًا، كان توفيق الجرار، أحد أفراد الأسرة الرئيسيين في حيفا، المعروف باسم سليل الكبير، في عام 1892، شغل منصب رئيس مكاتب التجارة والزراعة في حيفا، حيث أعيد انتخابه عام 1900، في ذلك الوقت، كان أيضًا عضوًا في المجلس البلدي في حيفا، ومجلس التعليم ولجنة النقل، بعد ذلك بعامين، كان رئيس فرع حيفا للبنك الزراعي.

## الأحفاد
- حاتم رضا جرار ، سياسي فلسطيني.
- خالدة جرار، ناشطة ومشرعة فلسطينية.

- رائد جرار، مهندس معماري فلسطيني عراقي.

- رندا جرار، روائية فلسطينية أمريكية.

- أحمد نصر جرار، مقاوم وشهيد فلسطيني.
- نصر خالد جرار ، قائد كتائب القسام ،شهيد فلسطيني.

## وصلات خارجية
- ألمانيا: الحفاظ على التراث الثقافي والتاريخي لفلسطين - قلعة الجرار